# خفاش میوه‌خوار کوتوله
خفاش میوه‌خوار کوتوله (نام علمی: Aethalops alecto) نام یک گونه از تیره خفاش میوه‌خوار است.